# Макаров Ігор Вікторович (спортсмен)
Ігор Вікторович Макаров (біл. Ігар Віктаравіч Макараў; нар. 20 липня 1979 у Кімрах, Тверська область) — білоруський дзюдоїст, олімпійський чемпіон.

## Виступи на Олімпіадах
| Олімпіада  | Дисципліна                  | Місце |
| ---------- | --------------------------- | ----- |
| Афіни 2004 | дзюдо, напівважка категорія | 1     |